# Pelorovis
A Pelorovis az emlősök (Mammalia) osztályának párosujjú patások (Artiodactyla) rendjébe, ezen belül a tülkösszarvúak (Bovidae) családjába tartozó fosszilis nem.

## Előfordulásuk, kifejlődésük
A Pelorovis („szőrny juh”), Afrika egyik fosszilis tülkösszarvú neme. Ennek a nemnek a fajai a kora pleisztocén korszakban, 2,5 millió évvel ezelőtt jelentek meg, és a holocénben, körülbelül 4000 éve haltak ki.
A legújabb tanulmányozások szerint, a Pelorovis nem, nem monofiletikus nem, vagyis a benne levő fajok nem egy közös őstől származnak. A tanulmányozások eredménye a következőket mutatja: a korai fajok, a P. turkanensis és a P. oldowayensis közeli rokonok és lehet, hogy a legkorábbi Bos-fajok. A későbbi, pleisztocén kori Pelorovis antiquus inkább a mai kafferbivaly (Syncerus caffer) rokona.

## Megjelenésük

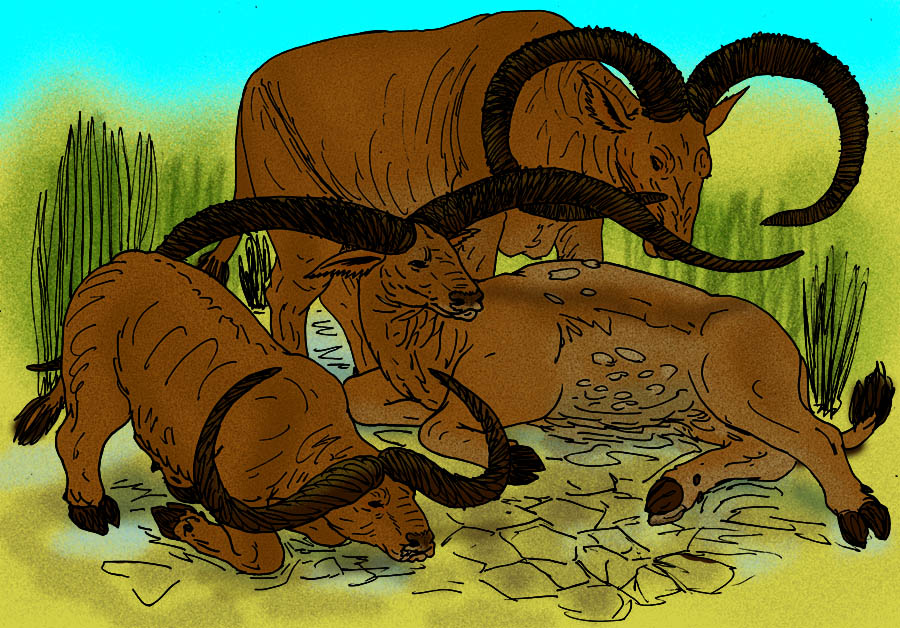
Rajz 3 Pelorovis-fajról; hátul P. oldowayensis, a fekvő P. turkanensis; térdelve P. antiquus

A Pelorovis-fajok hasonlítottak a ma is élő kafferbivalyra, de szarvuk hosszabb és görbéb volt. A szarvak csontos közepe körülbelül 1 méter hosszú; de amikor a szaru is a szarvakon volt, ezek hossza kétszer akkora lehetett (a szaru nem marad meg a megkövesedés folyamata alatt). A szarvak vége nem mutatott a fej felé, és félkört alkotott a Pelorovis oldowayensis és Pelorovis turkanensis fajoknál.
A Pelorovis antiquus szarva is tekintélyes méretű volt, de inkább a vízibivalyéhoz (Bubalus bubalis) hasonlított. Emiatt az első leírói ennek az állatnak, a Bubalus nembe helyezték. A P. oldowayensis nagyjából akkora volt, mint egy kafferbivaly, lábai azonban hosszabbak voltak, nyújtott pofája inkább a tehénantilop-formákéhoz (Alcelaphinae) hasonlított. A P. antiquus mérete körülbelül megegyezett a P. oldowayensiséval, de valamivel tömzsibb volt ennél. Az algériai P. antiquus maradványokból ítélve, ez a faj körülbelül 3 méter hosszú és 170-185 centiméter magas lehetett. Az átlagos Pelorovisok testtömege 1200 kilogramm lehetett, azonban egyes bikák elérhették a 2 tonnás tömeget is.

## Lelőhelyek
A P. antiquus Afrika déli és keleti részeiről körülbelül 12 000 éve kihalt, de Észak-Afrikában még 8000 évig fennmaradt. A P. oldowayensis a Szaharától délre eső szavannákon fejlődött ki és 8000 éve halt ki.
A legjobb P. oldowayensis maradványokat a tanzániai Olduvai-szurdoknál lehet megtalálni. Az algériai Djelfában egy teljes P. antiquus csontvázat fedeztek fel.

## Rendszerezés
A nembe az alábbi 5 faj tartozik:
- Pelorovis antiquus (Duvernoy, 1851) - egyesek szerint Syncerus antiquus (Duvernoy, 1851)[8][9]
- Pelorovis howelli Hadjouis & Sahnouni, 2005
- Pelorovis kaisensis Geraads & Thomas, 1994
- Pelorovis oldowayensis Reck, 1928 - típusfaj
- Pelorovis turkanensis Harris, 1991

## Rokon fajok
A Pelorovis-fajok legközelebbi rokonai a Bos- és Bison-fajok.

### Fordítás
- Ez a szócikk részben vagy egészben  a   Pelorovis című angol Wikipédia-szócikk ezen változatának fordításán alapul.  Az eredeti cikk szerkesztőit annak laptörténete sorolja fel. Ez a jelzés csupán a megfogalmazás eredetét és a szerzői jogokat jelzi, nem szolgál a cikkben szereplő információk forrásmegjelöléseként.